# Guinevere
Guinevere eller Guenevere var ifølge  myterne Kong Arthurs dronning.
Navnet staves også Gwenhwyfar på walisisk. Det kommer af Gwenn = "hvid" + *hwyvar = "fe" (man antager, at det andet led svarer til irsk siabhra = "fe", som så – i givet fald – skal komme af oldkeltisk *seibayo = "fe", "spøgelse", "ånd"). Ordet udtales Guen-hui-var, hvad der danner baggrunden for navnet Guinevere, som senere er blevet til Jennifer på engelsk. 
Hun forelsker sig i ridderen Lancelot i romancen om Arthurs død. 
Muligvis er hun en inkarnation af den keltiske modergudinde, Coventina, Damen i søen, der ofte optræder i sagnkredsen om kong Arthur. Coventina mentes at have forbindelse til Den Hellige Ø, Avalon, hvor Excalibur blev smedet. 
Guinevere er datter af kong Leodegrance af Cameliard og hans dronning Guinevere.
Udvalgt som en passende brud til den nyslåede kong Arthur, og det bliver da også et ægteskab baseret på kærlighed. 
Efter brylluppet opdager Guinevere snart, at hun ikke kan blive gravid, og kongeriget står derfor uden arving.
Grunden til dette er Arthurs magtsyge halvsøster Morgause (gift med Kong Lot), som ønsker at se én af sine egne sønner, Gawain eller Gareth, på Englands trone. Dette forehavende lykkes dog ikke.
Legenden siger, at det bliver Guineveres kærlighed til den smukke Lancelot, Arthurs ridder og bedste ven, der bringer riget til fald. Da de to forelsker sig, og Arthur opdager det, sender han Guinevere til et kloster, hvor hun ender sine dage. Utroskaben gør, at Arthur mister grebet om din kongerige, og efterfølgende udfordrer hans uægte søn Mordred ham til duel. De dør dog begge.
Andre (BBC tv-serien Merlin) mener dog at Arthurs far Uther Pendragon havde en myndling som hed Morgana, og hun besad magi. Morgana skulle efter den at dømme være søster til Morgause, som var blevet opfostret af nogle præstinder, som også kunne magi. Morgause blev opfostret hos dem, fordi Uther forlangte hende og Morgana døde, da de var spædbørn. 
De samme mener også at Guinevere var datter af en smed, og derfor var det ikke anset af hende og Arthur skulle blive gift. Men da Uther dør, bliver Arthur og Guinevere dog gift.
Morgana, som menes at have besidet magi, skulle eftersigende også have et specielt bånd med druiden Mordred, og de prøver senere at slå kongen ihjel, men det lykkedes ikke fordi Arthurs tjener Merlin forhindrer det.